# Nicole Jung
Nicole Yongju Jung (Glendale, Los Ángeles, California; 7 de octubre de 1991), más conocida como Nicole, es una cantante surcoreana-estadounidense, conocida por ser miembro del grupo femenino surcoreano Kara. Su debut solista fue con el miniálbum First Romance lanzado el 19 de noviembre de 2014.

## Discografía

### Álbumes de estudio
| Título | Detalles del álbum | Posición en las listas | Ventas        |
| Título | Detalles del álbum |                        | Ventas        |
| ------ | --- | ---------------------- | ------------- |
| Bliss  | - Lanzamiento: 27 de abril de 2016 - Idioma: japonés - Etiqueta: CJ Victor Entertainment - Formato: CD, descarga digital | 19                     | - JPN: 6,204+ |
|        | |                        |               |

### EP
| Título         | Detalles del álbum | Posición en las listas | Ventas         |
| Título         | Detalles del álbum | KOR                    | Ventas         |
| -------------- | --- | ---------------------- | -------------- |
| Primer Romance | - Lanzamiento: 19 de noviembre de 2014 - Idioma: coreano - Etiqueta: B2M Entertainment - Formato: CD, descarga digital | 5                      | - KOR: 10,137+ |

## Filmografía

### Cine
| Año  | Título         | Red                  | Notas           |
| ---- | -------------- | -------------------- | --------------- |
| 2011 | My Way         | secretaria de prensa | Cameo           |
| 2013 | KARA Animation | ella misma           | doblaje japonés |

### Series
| Año  | Título               | Red       | Notas                                                              |
| ---- | -------------------- | --------- | ------------------------------------------------------------------ |
| 2008 | The Person Is Coming | MBC       | pandillera escolar, junto con Park Gyuri, Goo Ha ra y Kang Jiyoung |
| 2011 | URAKARA              | TV Tokyo  | Nicole                                                             |
| 2014 | Amor Secreto         | DRAMAcube | Melly                                                              |

## Premios
| Año  | Premio                                          | Trabajo               | Resultado |
| ---- | ----------------------------------------------- | --------------------- | --------- |
| 2009 | 3rd Mnet 20's Choice Award Hot New Variety Star |                       | Nominada  |
| 2012 | Miss and Mister Idol Korea 2012                 | Miss Corea: 2.º Lugar | Ganadora  |